# Melaleuca huegelii
Melaleuca huegelii är en myrtenväxtart som beskrevs av Stephan Ladislaus Endlicher. Melaleuca huegelii ingår i släktet Melaleuca och familjen myrtenväxter.

## Underarter
Arten delas in i följande underarter:
- M. h. huegelii
- M. h. pristicensis

## Bildgalleri

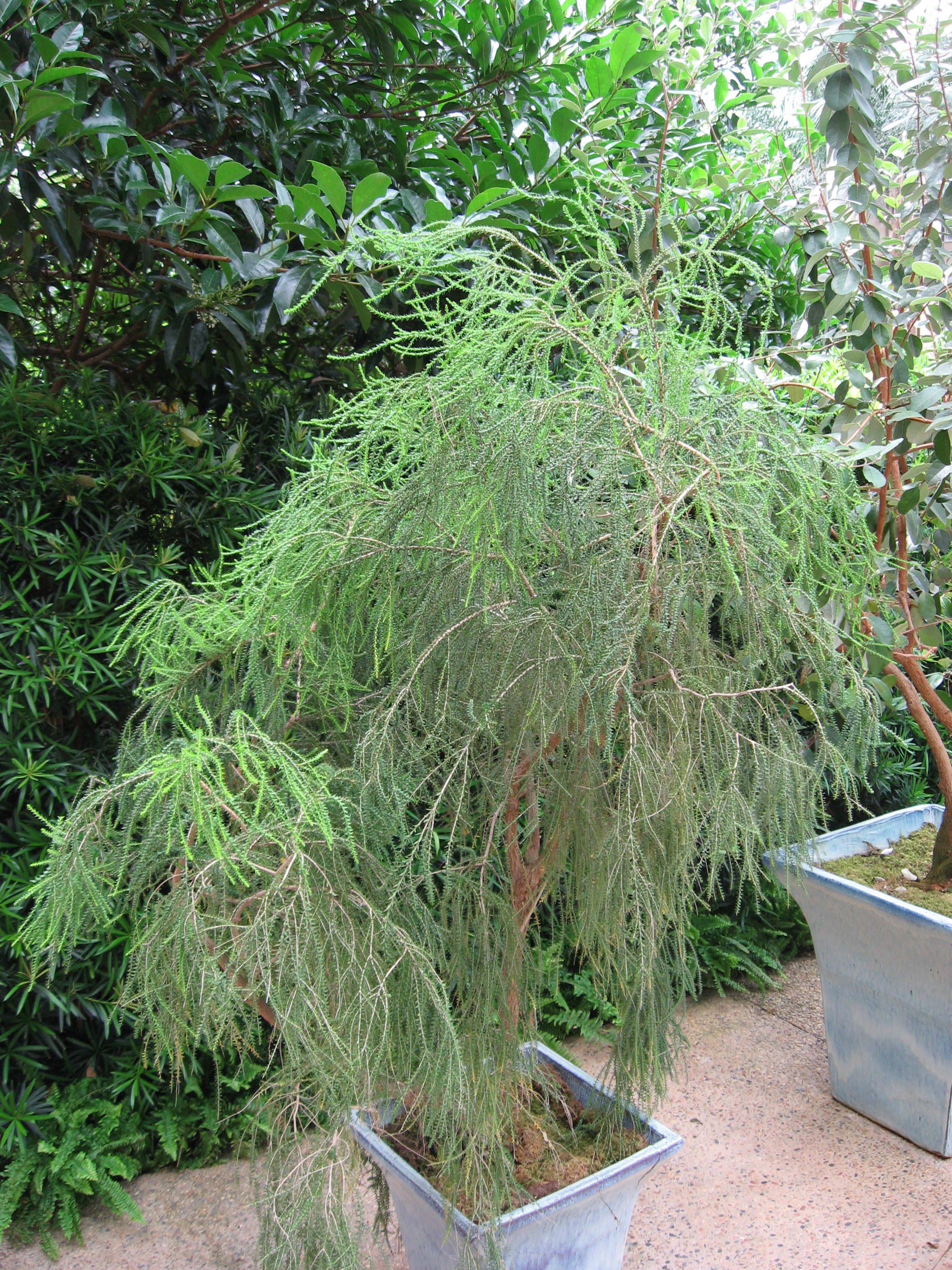
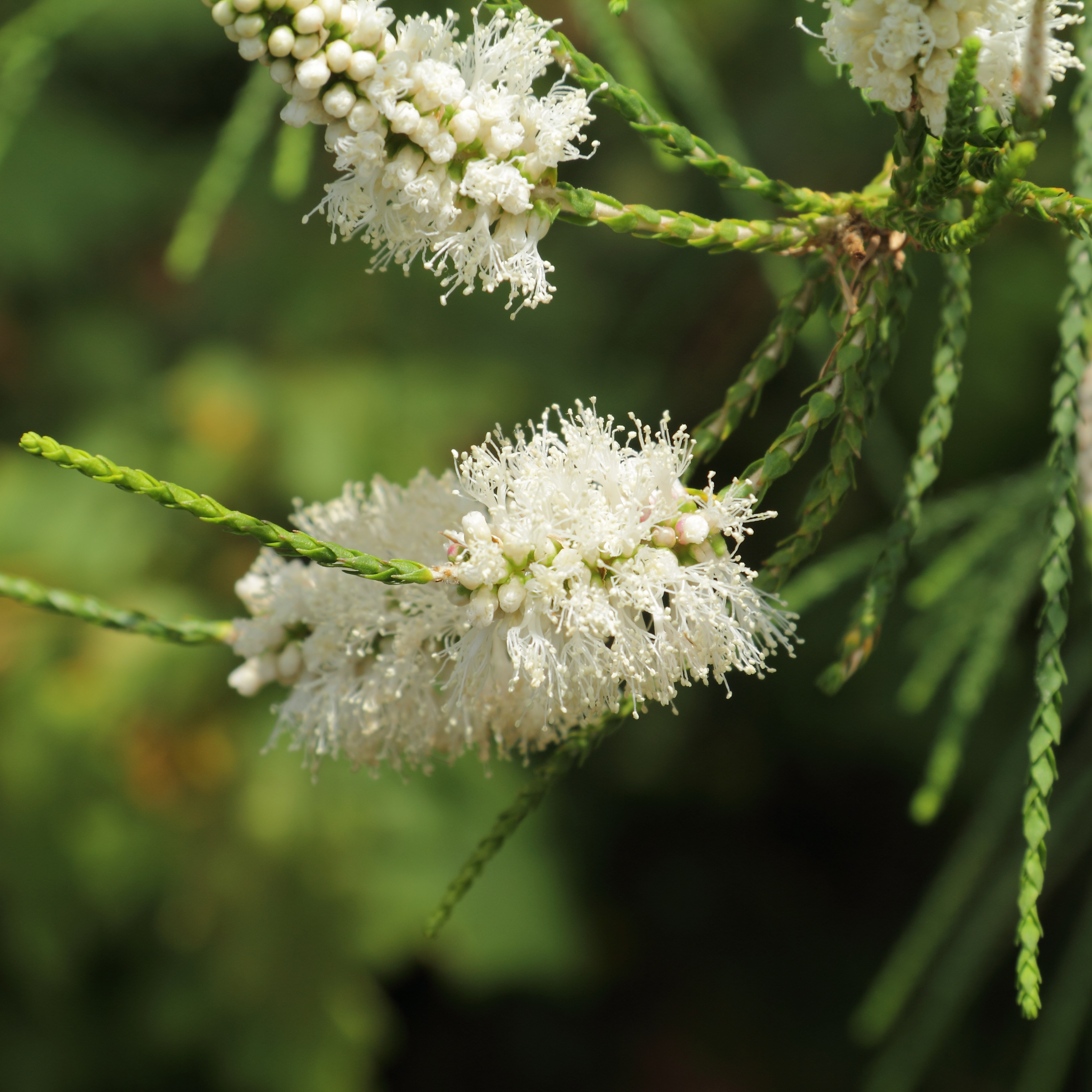
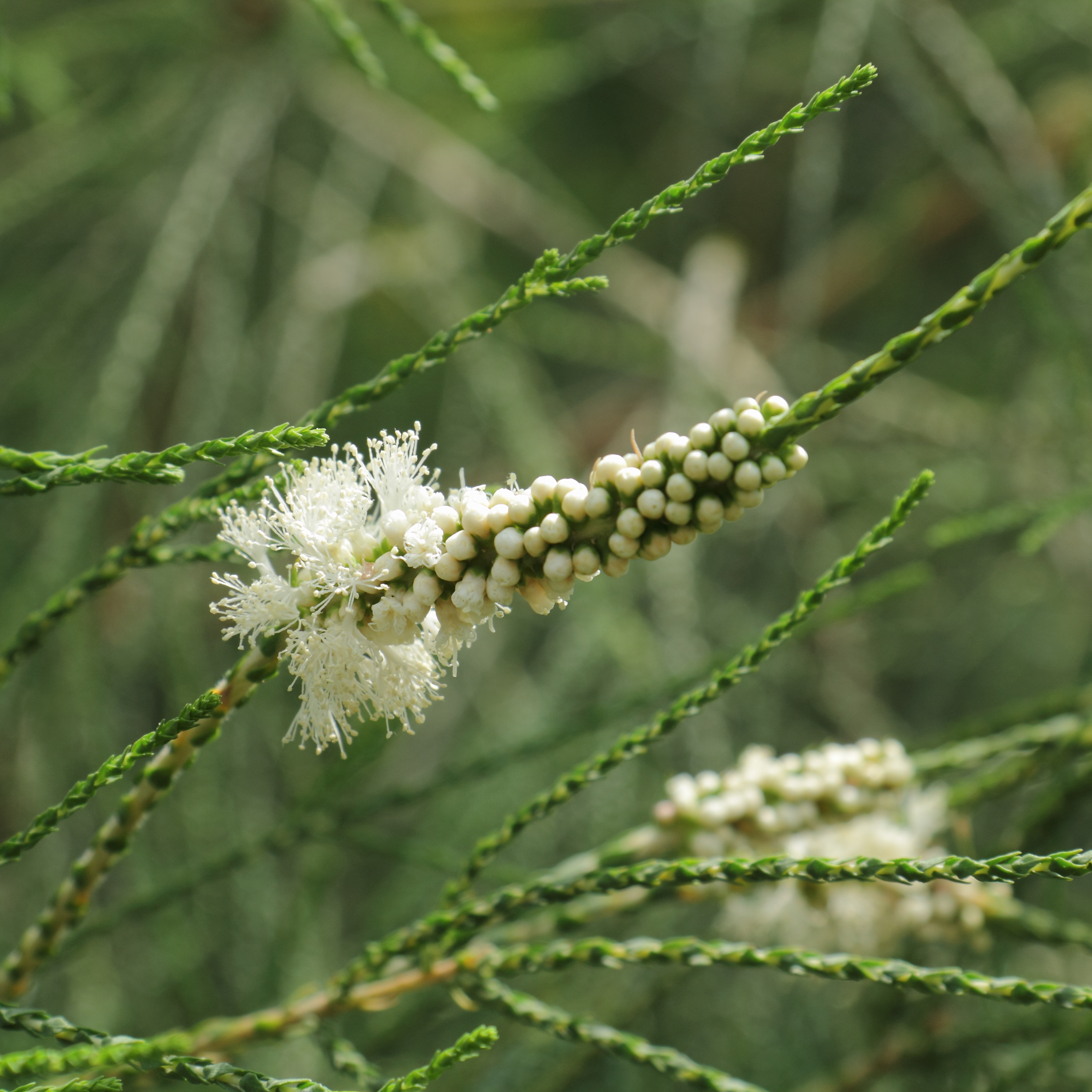
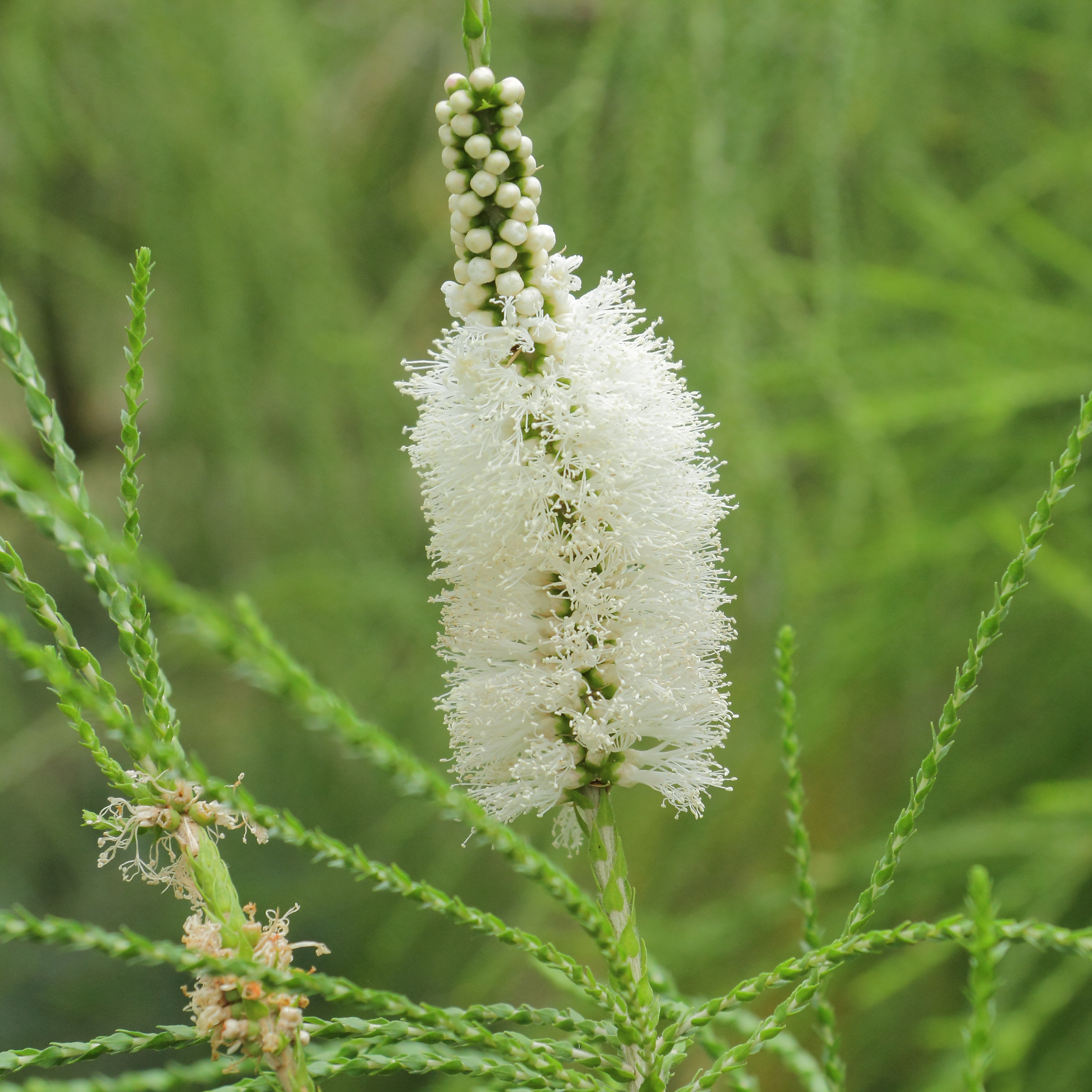